# Bomschuit
Bomschuit ist ein Gemälde des niederländischen Malers Jacob Maris aus dem Jahr 1878, Öl auf Leinwand, im Format 124 × 105 Zentimeter. Es zeigt ein Fischerboot am Strand von Scheveningen vor dem Hintergrund einer dichten Wolkendecke, gemalt im Stil der Haager Schule. Das Werk befindet sich in der Sammlung des Kunstmuseums Den Haag.

## Kontext
Flachbodenboote waren einfache Fischerboote mit einem breiten Rumpf und einem flachen Boden, sodass sie relativ leicht an den Strand gezogen werden konnten. Scheveningen hatte bis 1904 keinen eigenen Hafen, und bis dahin nutzten die Fischer diese Art von Booten, hauptsächlich für den Heringsfang. Die Boote am Strand und die Fischer, die sich immer in ihrer Nähe aufhielten, waren ein beliebtes Motiv für die Maler der Haager Schule im späten 19. Jahrhundert, insbesondere für Hendrik Willem Mesdag, Johan Hendrik Weissenbruch und Jacob Maris. Fischerszenen waren auf dem damaligen Kunstmarkt sowohl in den Niederlanden als auch in den Vereinigten Staaten sehr begehrt. Viele Gemälde wurden als Auftragsarbeiten angefertigt.
Zwischen 1878 und 1890 schuf Maris mindestens 16 Gemälde, die eines oder mehrere Flachbodenboote am Strand zeigen. Dieses Werk war das erste aus der Serie. Im Jahr 1885 malte er eine weitere, fast identische, etwas kleinere Version eines Flachbodenbootes in einem etwas helleren Ton, die heute im Rijksmuseum Amsterdam zu sehen ist.

## Bild

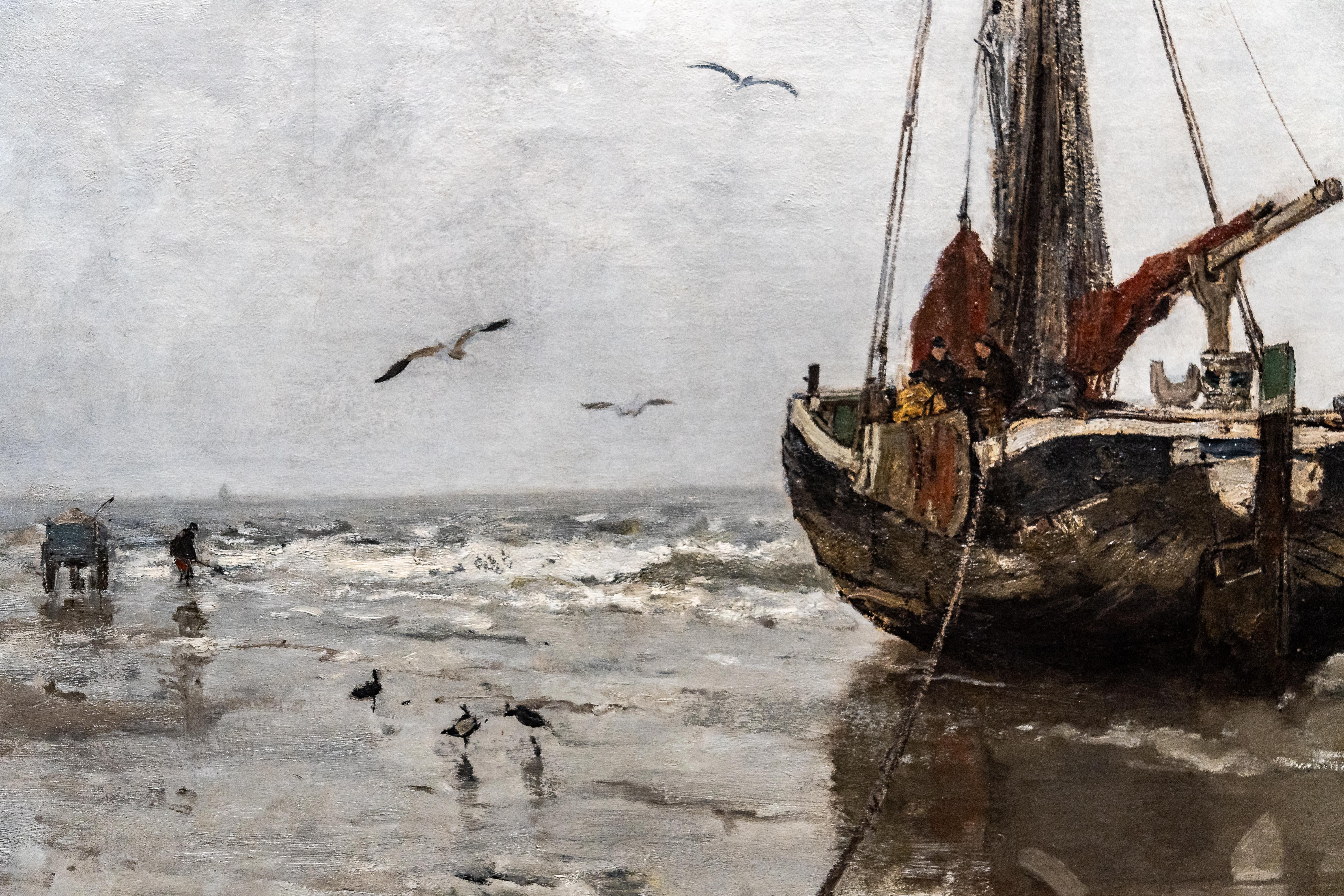
Detailansicht

Bomschuit zeigt ein plumpes, vertäutes Flachbodenboot, das vor dem Hintergrund eines großen grauen, typisch niederländischen Himmels an den Strand gezogen wird. Das Wetter ist unbeständig und am Horizont, zwischen Schiff und Fischer, ist diffus ein Regenschauer zu erkennen. Am linken oberen Bildrand erlaubt ein kleines Fenster den Durchblick auf den blauen Himmel. Direkt darunter zeigt ein kleiner dunkelgrauer Wolkenfetzen das regnerische Wetter an. Solche Wolkenfetzen sind ein Indikator für böiges Wetter. Auch im rechten Bildteil sind einige solche zerrissenen Wolkenteile angedeutet.
Die Brandung plätschert, der Strand scheint windgepeitscht, der Wind ist fast greifbar, ein paar Möwen gleiten tief über das Wasser. Der Kahn selbst ist in warmen Abstufungen von dunklen Braun- und Grautönen gehalten, mit gedämpften Akzenten durch den blauen Wimpel und das rote Segel. Das schimmernde Wasser spiegelt sich im nassen Strand. Die Muschelfischer mit dem Karren am linken Bildrand verleihen dem Werk ein lebendiges Element, das gleichsam den Lauf der Zeit verdeutlicht. Der einsame Kahn liegt fest und unbeweglich auf dem Strand. Sein Steven ist auf das rauschende Meer gerichtet. Maris zeigt jedoch keinen „eingefrorenen Moment“, wie es die Impressionisten taten, sondern einen unendlich gedehnten Augenblick, eine Situation, wie sie war und wie sie immer bleiben wird.
Das Bild war Teil der Ausstellung Wolken und Licht. Impressionismus in Holland 2023 im Museum Barberini.